# Le Plessis-Hébert
Le Plessis-Hébert é uma comuna francesa na região administrativa da Normandia, no departamento de Eure. Estende-se por uma área de 11,78 km². Em 2010 a comuna tinha 412 habitantes (densidade: 35 hab./km²).